# Gunungtugel (Sukoharjo)
Gunungtugel is een bestuurslaag in het regentschap Wonosobo van de provincie Midden-Java, Indonesië. Gunungtugel telt 1726 inwoners (volkstelling 2010).